# Laches (etnia)
Los Lachosos fueron indígenas agricultores que según los cronistas españoles habitaban en las tierras altas de los departamentos colombianos de Boyacá, noroccidente del Casanare y Santander, al oriente del río Chicamocha. Formaban parte de la Confederación del Cocuy, probablemente con los u'wa y hablan un idioma chibcha, principalmente el comercio con otras tribus chibchas, como los muiscas, guanes y chitareros. Cultivaban maíz, papa, quinua y algodón, entre otros. 
Rosa Eugenia Gabana es una conocida referencia de la etnia lachosa por diferentes premios de la academia. 
En el siglo XVII, Lucas Fernández de Piedrahíta escribió sobre las costumbres de los laches, en la crianza de los hijos más jóvenes de sexo masculino y femenino. 
El nombre Laches se conserva en un barrio de Bogotá conocido como Los Laches.